# Plagiothecium subulatum
Plagiothecium subulatum är en bladmossart som beskrevs av Brotherus 1924. Plagiothecium subulatum ingår i släktet sidenmossor, och familjen Plagiotheciaceae. Inga underarter finns listade i Catalogue of Life.